# Sévrier
Sévrier là một xã trong tỉnh Haute-Savoie thuộc vùng Rhône-Alpes đông nam Pháp.
It is located on the north-western banks of Lake Annecy. It is essentially a residential suburb of Annecy.

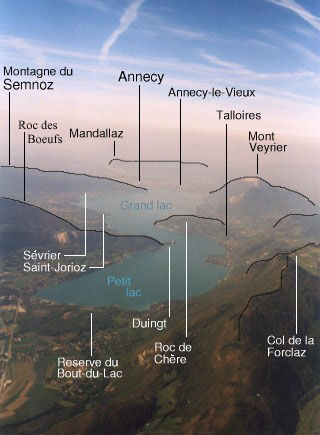
Geographical features around Lake Annecy